# تپه عبدالله کتی
تپه عبدالله کتی  مربوط به هزاره اول - دوران‌های تاریخی پس از اسلام است و در ۱۲ کیلومتری شمال بابل، برسر راه بابل به میر بازار واقع شده و این اثر در تاریخ ۲۶ اردیبهشت ۱۳۵۶ با شمارهٔ ثبت ۱۴۱۰ به‌عنوان یکی از آثار ملی ایران به ثبت رسیده است.